# Бланшмезон, Клод
Клод Бланшмезон (фр. Claude-Marie Blanchemaison, 6 марта 1944) — Чрезвычайный и Полномочный Посол Франции в России с 2000 года по 2003 год. Имеет диплом Института политических наук Парижа (1968), выпускник Высшей коммерческой школы и Национальной школы администрации при премьер-министре Франция, выпуск имени Франсуа Рабле (1973).

## Биография

### Учёба
- Учёба в Высшей коммерческой школе
- 1967 год — 1968 год — учёба в Институте политических наук города Парижа, диплом по секции «Государственная служба»
- 1970 год — 1971 год — учёба на подготовительном отделении для поступления в Национальную школу администрации
- 1971 — 1973 год — учёба в Национальной школе администрации, выпуск имени Франсуа Рабле (1973)

### Дипломатическая карьера
- В 1973 году начал дипломатическую карьеру: после окончания ЭНА получил дипломатический ранг секретаря иностранных дел в МИДе Франции
- 1973 год — 1978 год — работа в центральном аппарате МИДа Франции: в департаменте экономики и финансов
- 1978 год — 1979 год — второй секретарь в постоянном представительстве Франции при Европейских сообществах в Брюсселе
- 1979 год — 1982 год — первый секретарь в постоянном представительстве Франции при Европейских сообществах в Брюсселе
- 1982 год — 1985 год — работа в аппарате премьер-министра Франции: заместитель секретаря межминистерского комитета по вопросам европейского экономического сотрудничества при премьер-министре Франции.
- 1985 — 1986 год — первый секретарь посольства Франции в ЮАР в Претории
- 1987 год — 1989 год — работа в центральном аппарате МИДа Франции: заместитель директора дальневосточного сектора при департаменте Азии и Океании
- 1989 год — 1992 год — Чрезвычайный и полномочный Посол Франции во Вьетнаме
- Февраль-октябрь 1993 год — работа в центральном аппарате МИДа Франции: директор департамента Европы
- 1993 год — 1996 год — работа в центральном аппарате МИДа Франции: директор департамента Азии и Океании
- 1996 год — 2000 год — Чрезвычайный и полномочный Посол Франции в Индии
- 2000 — 2003 год — Чрезвычайный и Полномочный Посол Франции в России
- 2003 год — 2005 год — работа в центральном аппарате МИДа Франции: генеральный директор по вопросам международного сотрудничества и развития (DGCID).
- 2005 год — 2007 год — Чрезвычайный и полномочный Посол Франции в Испании [2]
- 7 марта 2007 года — декретом Президента Франции на заседании Совета министров назначен дипломатическим советником Правительства Франции на один год (с возможностью продления) с 1 мая 2007 года [3]
- 21 июня 2007 года — декретом Президента Франции на заседании Совета министров назначен генеральным секретарём председательства Франции в Совете Европейского Союза с 1 июля по 31 декабря 2008 года, с отдельным бюджетом в 190 миллионов евро[4][5][6][7]
- 14 июня 2008 года — декретом Президента Франции на заседании Совета министров полномочия дипломатического советника Правительства Франции продлены ещё на один год [8][9]

## Почётные звания и награды

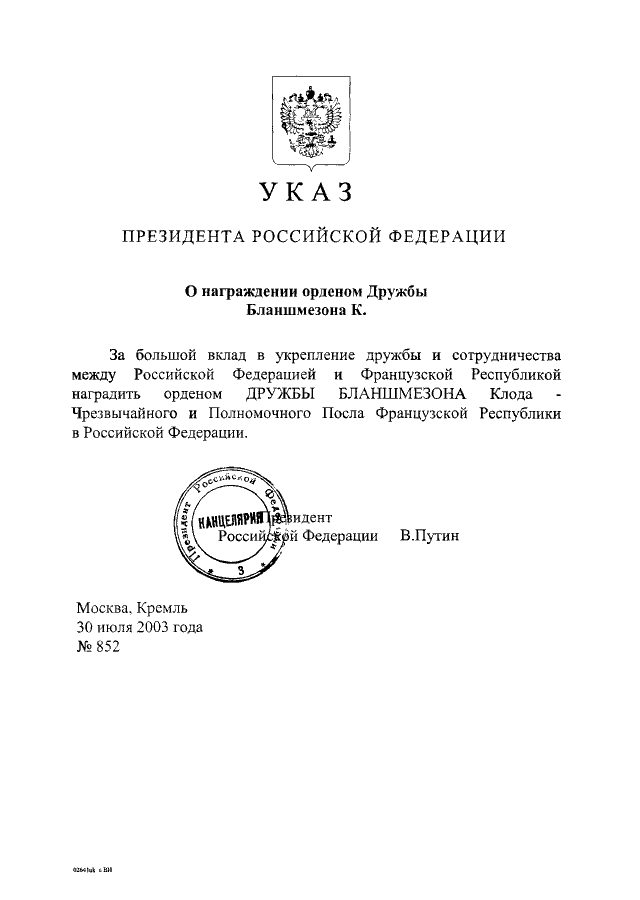
Указ Президента Российской Федерации от 30 июля 2003 года № 852 «О награждении орденом Дружбы Бланшмезона К.»

- Кавалер ордена Почётного легиона (31 декабря 1992 года)[10].
- Офицер ордена «За заслуги» (Франция) (14 ноября 2000 года)[11].
- Орден Дружбы (30 июля 2003 года, Россия) — за большой вклад в укрепление дружбы и сотрудничества между Российской Федерацией и Французской Республикой[12][13].